# Neve Campbell
Neve Adrianne Campbell (/ˈnɛv ˈkæmbəl/; sinh ngày 3 tháng 10 năm 1973) là một nữ diễn viên người Canada. Cô được biết đến với vai Sidney Prescott trong loạt phim điện ảnh Scream. Campbell bắt đầu xuất hiện trong bộ phim truyền hình Catwalk của Anh (1992), trước khi cô đóng vai Julia Salinger trong bộ phim truyền hình Mỹ Party of Five (1994–2000).  Campbell cũng đóng vai chính là LeAnn Harvey trong bộ phim truyền hình House of Cards của Netflix (2016–17).  Cô đã đóng vai chính trong nhiều bộ phim, như The Craft (1996), Wild Things (1998), Panic (2000), The Company (2003), và Skyscraper (2018).

## Thời thơ ấu
Campbell tên thật là Neve Adrianne Campbell sinh ngày 3 tháng 10 năm 1973 tại Guelph, Ontario. Người mẹ Hà Lan của cô, Marnie, là một người hướng dẫn yoga và nhà tâm lý học từ Amsterdam. [1] Người cha Scotland của cô, Gerry Campbell, đã di cư sang Canada từ quê hương Glasgow, Scotland, và dạy các lớp kịch nghệ trung học ở Mississauga, Ontario. Ông bà ngoại của Campbell điều hành một công ty nhà hát ở Hà Lan, và ông bà ngoại của bà cũng là người biểu diễn. Về phía mẹ, Campbell là con cháu của những người Do Thái Sephardi di cư sang Hà Lan và chuyển sang Công giáo. Cô ấy đã nói, "Tôi là một người Công giáo, nhưng dòng dõi của tôi là Do Thái, vì vậy nếu ai đó hỏi tôi rằng tôi là người Do Thái, tôi nói có" [3] [4]